# Čistý potok (přítok Stoky)
Čistý potok (rovněž jako Komáří potok) je 9,2 km dlouhý potok ve Slavkovském lese v okrese Sokolov v Karlovarském kraji. Plocha jeho povodí měří 26,4 km².

## Průběh toku
Celý tok se nachází v Chráněné krajinné oblasti Slavkovský les. Potok pramení v nadmořské výšce 770 metrů na západním okraji Krásenského rašeliniště, přibližně 2,5 km západně od Krásna. Nejprve teče západním směrem, který se brzy mění na severní. Nad jeho pravým břehem se zvedá Komáří vrch (791 m). Pokračuje jižním směrem, protéká Komářím rybníkem, často označovaným jako horní Komáří rybník. Míjí zaniklou osadu Třídomí a v sevřeném údolí teče severovýchodním směrem do údolí Stoky. Ještě než dospěje k soutoku, přibírá zprava Stříbrný potok. Nad soutokem těchto dvou potoků se nachází ústí staré štoly, tzv. Granitzerova díra. Zde se v neděli 27. dubna 1749 zastřelil hornoslavkovský rychtář Jan Granitzer.
U silnice spojující Horní Slavkov s Loktem se vlévá jako levostranný přítok do Stoky, na jejím 3,5 říčním kilometru.

### Větší přítoky
- Stříbrný potok – pravostranný